# 술라이몬 유다코프
술라이몬(솔로몬) 알렉산드로비치 유다코프(타지크어: Сулаймон (Соломон) Александрович Юдаков, 러시아어: Сулейма́н (Соломо́н) Алекса́ндрович Юдако́в 술레이만(솔로몬) 알렉산드로비치 유다코프[*], 1916년 4월 14일 ~ 1990년 11월 5일)은 타지키스탄의 음악가이다.
그는 타지크 소비에트 사회주의 공화국의 국가 및 타지키스탄의 국가를 작곡했으며, 우즈베키스탄에서도 활동하였다.